# Concours des châteaux de sable des îles de la Madeleine

Logo de l'évènement

Le concours des châteaux de sable des îles de la Madeleine est un évènement touristique situé à l'Île du Havre Aubert au sud des Îles de la Madeleine. 

## Historique

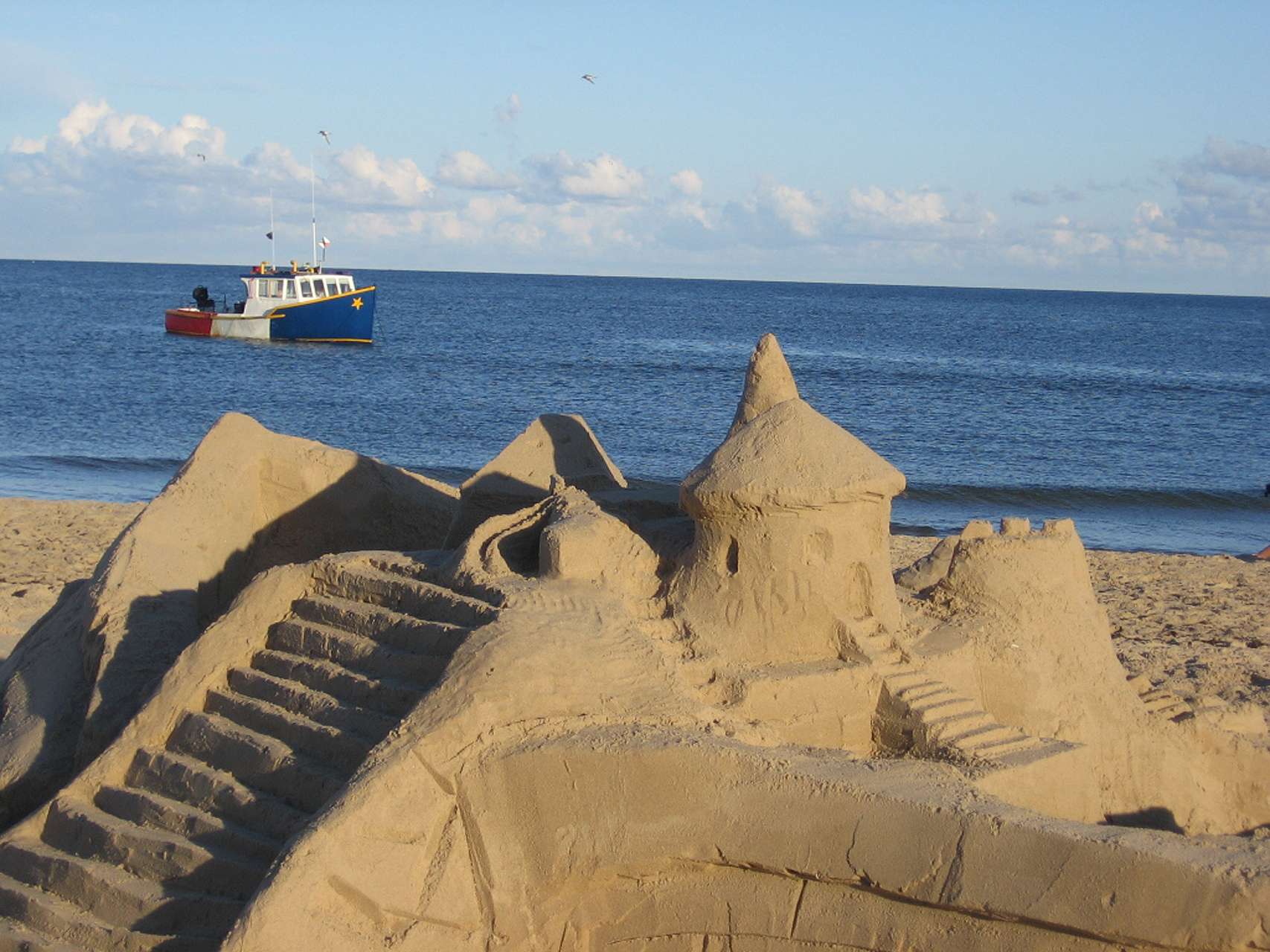
En 2007, 17 000 visiteurs et plus de 50 équipes s'affrontent.

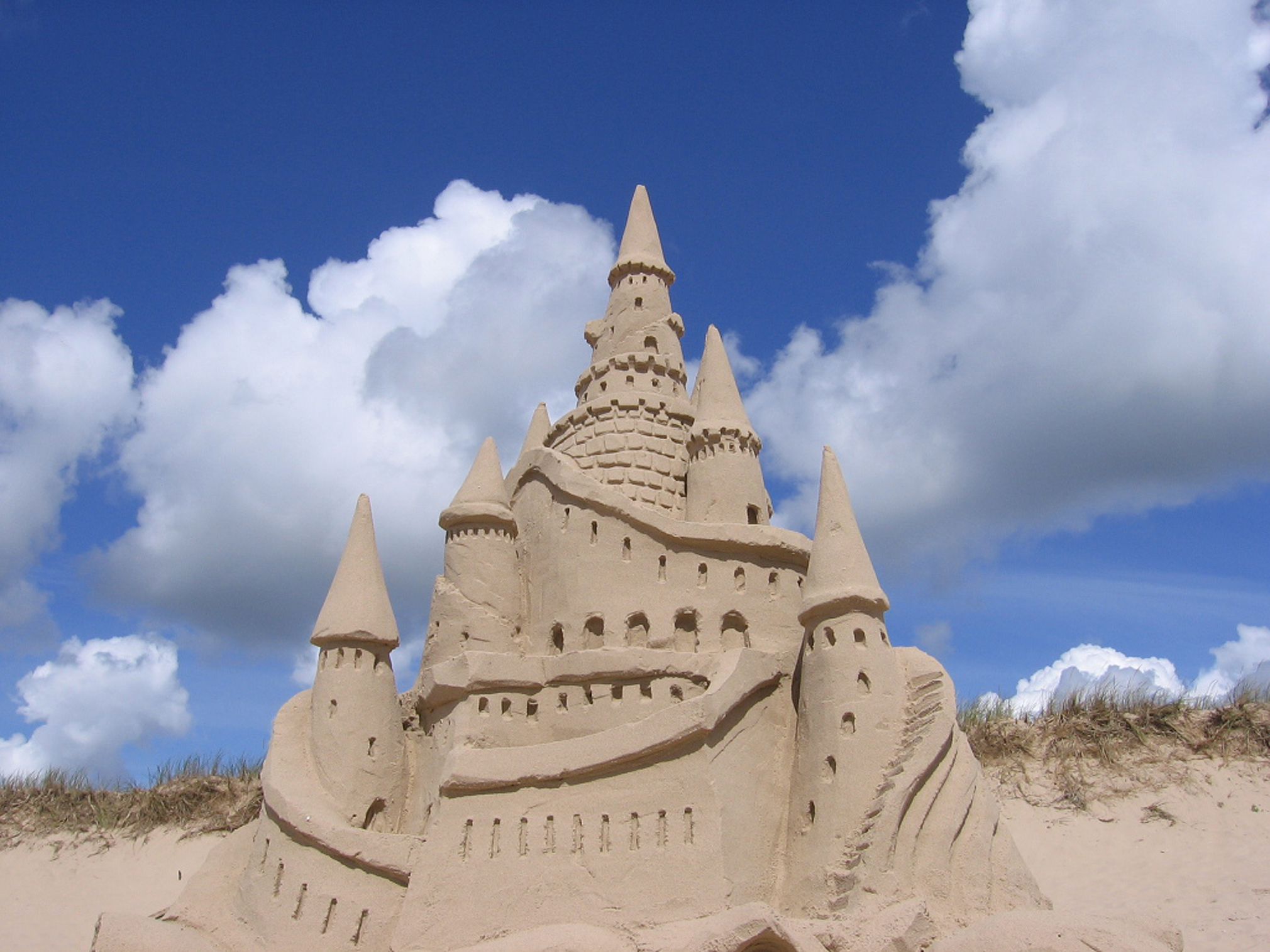
Le château de l'équipe gagnante, édition 2005.

Le premier concours de châteaux de sable a lieu le 15 août 1987 et attire plus de mille visiteurs. Initié par Nicole Grégoire, Albert Cummings et Claude Bourque, les fondateurs veulent faire une fête familiale et gratuite aux Îles de la Madeleine. Avec tout juste 17 000 dollars de budget, le concours a réuni 21 équipes pour un total de 400 participants sur la plage du Bout du Banc.
En 1989, à peine deux ans après le début du concours, le nombre de visiteurs est passé à 10 000. La même année, les fondateurs donnent à la Corporation Châteaux de Sable des Iles le mandat de continuer l'évènement et depuis le concours a lieu durant la dernière fin de semaine du festival acadien.
En 2007, c'est 17 000 visiteurs, 51 équipes et plus de 350 employés et bénévoles foulent la plage de Havre-Aubert.

## Déroulement
Le concours est organisé la deuxième fin de semaine d'août, du vendredi au dimanche. Un atelier sur la construction et les secrets pour réussir un bon château de sable est donné par un spécialiste du sujet le vendredi après-midi. Les équipes peuvent ensuite monter leur buttes de sable avant la tombée de la nuit. Le samedi est dédié à la sculpture, et la remise de prix s'effectue vers 16 h 30 la journée même.
Il existe trois catégories de participants: Famille, Adultes et Style-libre, ces derniers n'étant pas obligés de sculpter un château. Les participants de la catégorie adultes doivent faire un château mesurant au moins un mètre de haut. Tous les prix remis sont les choix du public. Il existe également un prix pour l'équipe s'étant démarqué pour l'animation de leur site, par exemple pour la musique ou les costumes. Il y a finalement des prix de participation remis par les commanditaires.